# 石乃文
石乃文（英語：Naiwen Shi，1959年1月1日—2004年7月1日），台灣演員、主持人，代表作有《新白娘子傳奇》和《倩女遊魂》。2004年因癌症去世，終年45歲。

## 演員生涯
1992年，石乃文開始他的演員生涯，他一開始在《新白娘子傳奇》中飾演戚寶山走紅，之後在1993年的電視劇《倩女遊魂》中飾演方宇庭。

## 去世
2004年7月1日，石乃文因癌症病逝，終年45歲，葬禮出濱舉行時，《新白娘子傳奇》裡的演員趙雅芝和其他演員都到場為其扶靈送他最後一程。

## 作品列表

### 電影或電視劇
| 年份   | 標題             | 角色   |
| ------ | ---------------- | ------ |
| 1992年 | 《新白娘子傳奇》 | 戚寶山 |
| 1993年 | 《倩女遊魂》     | 方宇庭 |